# Clemens Schmid
Clemens Schmid (* 18. August 1990 in Rum) ist ein österreichischer Automobilrennfahrer.

## Karriere
Clemens Schmid begann seiner Rennfahrerkarriere im Jahre 2000 in der Deutschen Kart Meisterschaft. Im Jahre 2006 belegte er in der Deutschen Kart Meisterschaft den 4. Platz. In den Jahren 2013 und 2015 konnte er den Porsche GT3 Cup Challenge Middle East als Meister beenden. Beim 24-Stunden-Rennen 2015 auf dem Nürburgring erreichte er den 8. Platz. In der DTM-Saison 2022 belegte er Rang 22 mit 11 Punkten in der Meisterschaft.

## Statistik

### Karrierestationen
| - 2010: Porsche Carrera Cup Deutschland (Platz 18) - 2010: ADAC GT Masters - 2011: Porsche Carrera Cup Deutschland (Platz 18) - 2011: Porsche Supercup - 2011/12: Porsche GT3 Cup Challenge Middle East (Platz 3) - 2012: Porsche Carrera Cup Deutschland (Platz 13) - 2012: Porsche Supercup - 2012/13: Porsche GT3 Cup Challenge Middle East (Platz 1) - 2013: Porsche Supercup (Platz 17) - 2013/14: Porsche GT3 Cup Challenge Middle East (Platz 2) - 2014: Porsche Carrera Cup Deutschland (Platz 11) - 2014: Porsche Supercup (Platz 10) | - 2014/15: Porsche GT3 Cup Challenge Middle East (Platz 1) - 2015: Blancpain Endurance Series - 2015: 24h Nürburgring – Nordschleife - 2015: ADAC GT Masters (Platz 19) - 2016: Blancpain GT Series (Sprint Cup) - 2016: Endurance Cup (Pro Cup) - 2017: Blancpain GT Series (Sprint Cup) - 2017: Endurance Cup (Pro Cup) - 2018: ADAC GT Masters - 2018: VLN Langstreckenmeisterschaft Nürburgring - 2019: Blancpain GT Series (Sprint Cup) - 2019: Endurance Cup (Pro Cup) | - 2020: ADAC GT Masters (Platz 33) - 2021: GT World Challenge Europe Endurance - 2021: ADAC GT Masters - 2022: DTM (Platz 22) - 2023: GT World Challenge Europe Endurance (Platz 1) - 2023: DTM (Platz 19) - 2024: WEC – LMGT3 - 2024: DTM (Platz 19) - 2025: WEC – LMGT3 |

### Le-Mans-Ergebnisse
| Jahr | Team             | Fahrzeug       | Teamkollege      | Teamkollege       | Platzierung | Ausfallgrund |
| ---- | ---------------- | -------------- | ---------------- | ----------------- | ----------- | ------------ |
| 2025 | Akkodis ASP Team | Lexus RC F GT3 | José María López | Răzvan Umbrărescu | Rang 37     |              |

### Einzelergebnisse in der FIA-Langstrecken-Weltmeisterschaft
| Saison | Team             | Rennwagen      | 1   | 2   | 3   | 4   | 5   | 6   | 7   | 8   |
| ------ | ---------------- | -------------- | --- | --- | --- | --- | --- | --- | --- | --- |
| 2024   | Akkodis ASP Team | Lexus RC F GT3 | KAT | IMO | SPA | LEM | SAO | AUS | FUJ | BAH |
| 2024   | Akkodis ASP Team | Lexus RC F GT3 |     |     | 25  |     |     | 24  | 23  | DNF |
| 2025   | Akkodis ASP Team | Lexus RC F GT3 | KAT | IMO | SPA | LEM | SAO | AUS | FUJ | BAH |
| 2025   | Akkodis ASP Team | Lexus RC F GT3 | DNF | 22  | DNF | 37  | 18  |     |     |     |